# Yū Aoi
Yû Aoi (蒼井優, Aoi Yû, Aoi Yuu, nascida Natsui Yû[carece de fontes?], 夏井優; Fukuoka, 17 de Agosto de 1985) é uma atriz e modelo (profissão) japonesa com atuações em filmes como All About Lily Chou-Chou e Hana to Arisu.[carece de fontes?]
Ela já recebeu inúmeros prêmios pelo seu trabalho, entre eles o Japan Academy Award de melhor atriz em 2007, por seu trabalho em Tanigawa Hula Girls[carece de fontes?] e o prêmio de melhor atriz do Asian Film Awards por A Mulher de um Espião.

## Filmografia
- Tudo Sobre Lily Chou-Chou (2001)
- Gaichu (2002)
- Hana and Alice (2004)
- Letters from Nirai Kanai (2005)
- Honey and Clover (2006)
- Tekkon Kinkreet (2006)
- Hula Girls (2006)
- Rainbow Song (2006)
- Mushishi (2007)
- Miyori no Mori (2007, dublagem)
- Welcome to the Quiet Room (2007)
- Don't Laugh at My Romance (2007)
- Tokyo! (2008)